# Campeonato Sergipano de Futebol de 1955
O Campeonato Sergipano de Futebol de 1955 foi a 32º edição da divisão principal do campeonato estadual de Sergipe. O campeão foi o Sergipe que conquistou seu 11º título na história da competição.

## Premiação
| Campeonato Sergipano de 1955 |
| Aracaju                      |
| ---------------------------- |
| Sergipe Campeão (11º título) |